# Kameltheater Kernhof

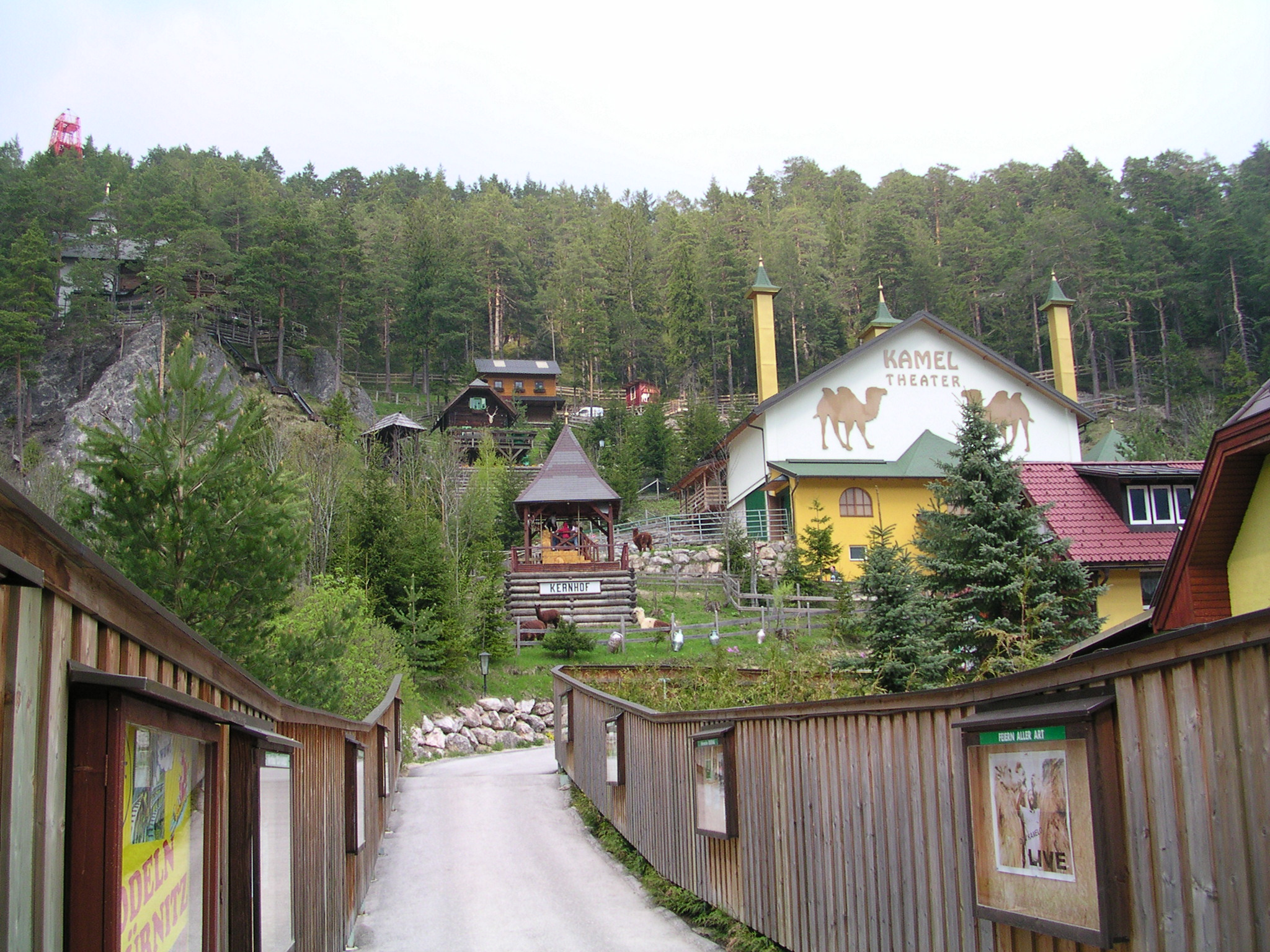
Le Kameltheater et son belvédère rouge, en haut à gauche

Le Kameltheater Kernhof ou plus exactement Kameltheater Kernhof und Weißer Zoo (littéralement, Théâtre de chameaux de Kernhof et zoo blanc) est un parc animalier privé, situé à Kernhof sur la commune autrichienne de Sankt Aegyd am Neuwalde, en Basse-Autriche. Il regroupe à la fois un petit théâtre donnant un spectacle d'animaux et un « zoo blanc » dont la ménagerie est constituée, entre autres, d'animaux au pelage blanc.
Cet établissement zoologique est connu principalement pour ses naissances multiples et répétées de tigres blancs.

## Le théâtre de chameaux

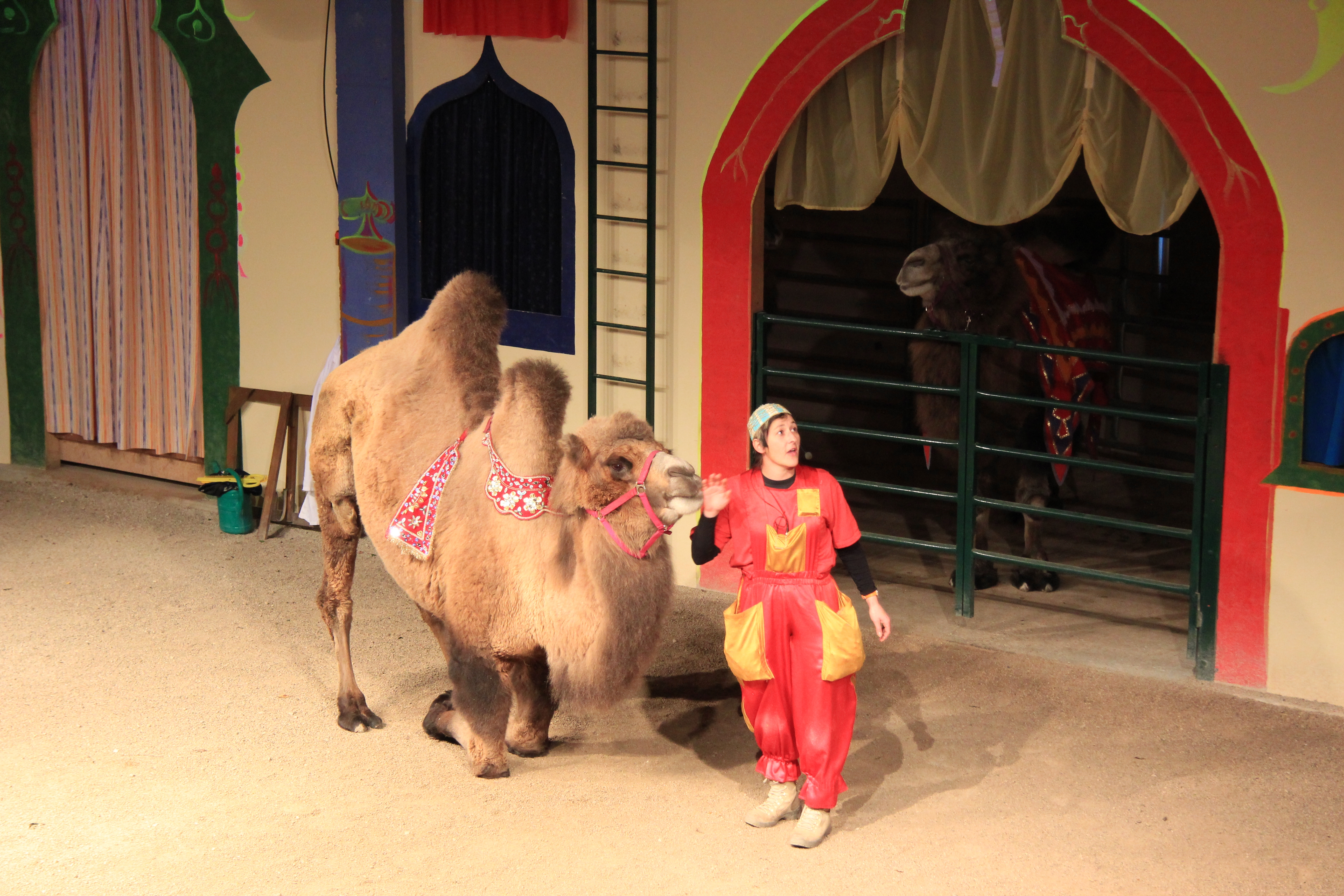
Représentation au théâtre de chameaux

Le Kameltheater (théâtre de chameaux) présente principalement des chameaux de Bactriane, à deux bosses, qui résistent bien au froid des préalpes suisses, mais les acteurs présentent aussi d'autres animaux au cours de la représentation qui a lieu dans une salle de 250 places. Ce spectacle qui a lieu uniquement à la période estivale, est conçu surtout pour les enfants.

## Le belvédère
La Sepp Forcher-Aussichtswarte est une tour-belvédère peinte en rouge, nommée ainsi en l'honneur du présentateur de radio et de télévision autrichien Sepp Forcher (de), venu sur place pour l'une de ses émissions. Elle surplombe le parc et permet d'avoir une vue d'ensemble du paysage alentour. 

## Le zoo blanc

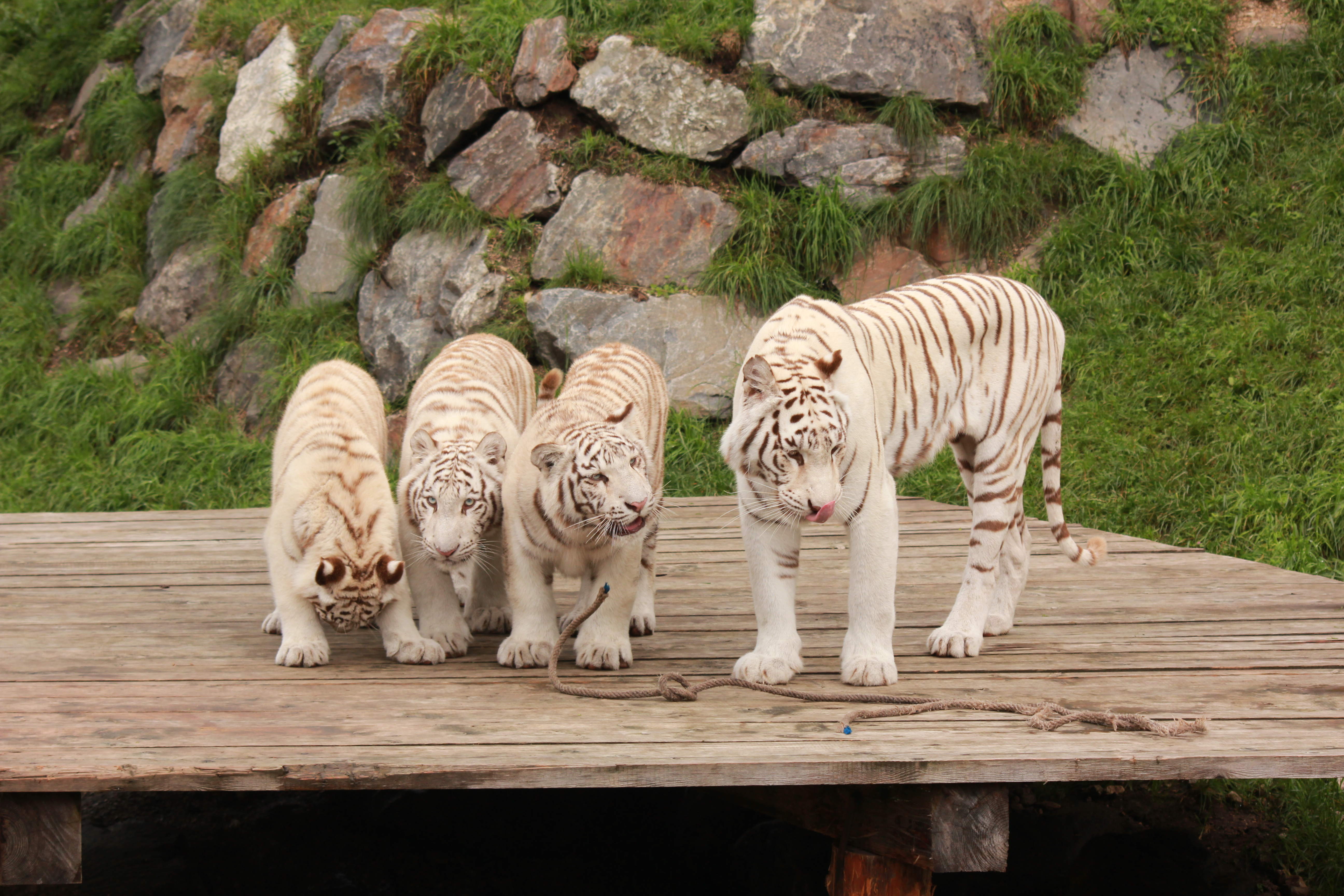
Tigre blanc adulte du « zoo blanc » avec ses petits âgés de 10 mois, en juillet 2012

Le Weißer Zoo (zoo blanc) est devenu célèbre notamment grâce à ses naissances de tigres blancs. En avril 2014, pour la première fois en Europe, il y a eu une naissance de quintuplés (Lali, Lela, Lila, Lulu et Obama), quatre femelles et un mâle, tous les cinq nés en parfaite santé.
Mais ce zoo original héberge aussi d'autres animaux rares, comme des Wallabys à cou rouge (ou Wallabys de Bennett, Macropus rufogriseus) albinos ou le Muntjac de Reeve (Muntiacus reevesi).
Les Onces ou panthères des neiges (Panthera uncia) font partie d'un programme de conservation international.
Ainsi, en 2010, une tigresse blanche nommée Burani a été empruntée au Safaripark, un établissement allemand. Le couple a donné le jour, en septembre 2011, à trois bébés tigres blancs (deux mâles et une femelle : Akim, Cäsar et Baghira),, ce qui est très rare pour une première mise-bas. D'autres naissances multiples ont suivi, des quadruplés en 2012 et des quintuplés en 2014.
En 2012, deux jeunes léopards des neiges sont nés, prénommés Natasha et Morgi en hommage à leurs parrains la chanteuse russe d'opéra Natalia Ushakova (de) et le skieur autrichien Thomas Morgenstern.

## Histoire

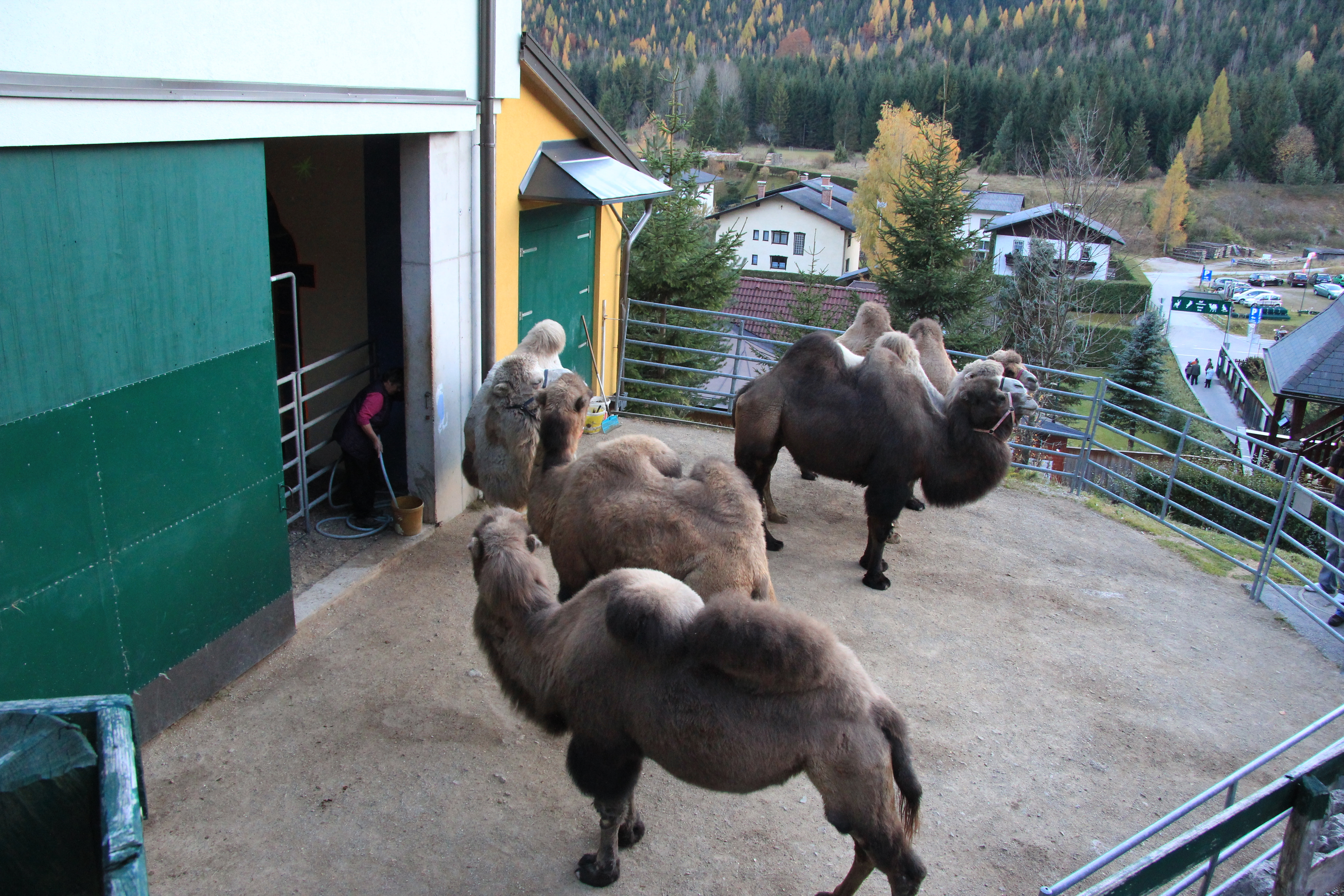
L'enclos des chameaux en 2012

L'établissement a été fondé par Herbert Eder qui dirige le théâtre. Actuellement agent de voyage, il a vécu autrefois en Jordanie et a bénéficié d'une bonne couverture médiatique en Autriche, grâce à l'originalité de son spectacle exotique.
Par la suite, a été adjointe une partie zoo, ouverte en 2000 qui, avec son décor donnant une ambiance alpine, attire un large public familial.
La naissance des premiers tigres triplés a été la cause d'un différend avec le Safaripark allemand, d'où venait la mère, pour la possession des tigres blancs. En Juin 2012, un accord a été trouvé : les trois bébés tigres ont rejoint jusqu'à la fin de Juillet 2012 le Safaripark, comme attraction pour le public, puis ils sont revenus à Kernhof. 
En 2005, la société a reçu le Prix du tourisme de Basse-Autriche.